# 莱昂·飞利浦

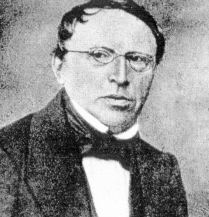
莱昂·飞利浦

莱昂·飞利浦（荷蘭語：Lion Philips；1794年10月29日—1866年12月28日）是荷兰的一位烟草商人。他出生于扎尔特博默尔的一个犹太人家庭，后来改信基督教歸正宗。他是飞利浦电子公司创始人弗雷德里克·飞利浦的父亲以及赫拉德·飞利浦和安东·飞利浦的祖父。他是卡尔·马克思的姨父和经济支持者之一，他的妻子索菲·普莱斯堡的姐姐是马克思的母亲亨丽埃特·普莱斯堡。